# Антоніна Драгашевич
Антоніна Драгашевич (серб. Антонина Георгиева-Драгашевић, до шлюбу Георгієва болг. Георгиева; нар. 25 березня 1948, Варна) – болгарська шахістка, від 1978 року представляла Югославію, а потім Сербію і Чорногорію та Сербію, міжнародний майстер серед жінок від 1972 року. Під час кар'єри виступала під прізвищем Георгієва-Драгашевич.

## Шахова кар'єра
До моменту зміни громадянства належала до числа провідних болгарських шахісток. Чотири рази (1968, 1970, 1971, 1977) здобувала золоті медалі чемпіонату країни. У 1966-1974 роках чотири рази (зокрема один раз на 1-й шахівниці) грала в складі національної збірної на шахових олімпіадах, здобувши 1969 року в командному заліку бронзову медаль. Уп'яте в олімпійському турнірі взяла участь 1980 року в кладі збірної Югославії.
1968 року посіла 4-те місце (позаду Марії Іванки, Маргарети Теодореску і Вальтрауд Новарри на зональному турнірі (відбіркового циклу чемпіонату світу) в Цинновіці. Того ж року поділила 4-5-те місце у Владимирі. У 1971 році поділила 4-7-ме місце у Врнячці-Бані. 1974 року посіла 2-ге місце у Пловдиві, в 1975 році перемогла в Белграді, в 1983 році посіла у місті Яйце, 1988 року посіла 5-те місце в Белграді. У 1989 році поділилася 4-5-те місце (позаду Агнєшки Брустман, Ганни Ереньської-Барло і Рітою Каш, разом з Аною-Марією Ботсарі) в Дортмунді.
2005 року посіла 6-те місце, а 2006 року – 5-те, на чемпіонаті світу серед ветеранок (гравчинь понад 50 років), а у 2008 році посіла 4-те місце на чемпіонаті Європи в цій же віковій категорії.
Найвищий рейтинг Ело в кар'єрі мала станом нала 1 січня 1988 року, досягнувши 2245 очок ділила тоді 71-74-те місце у світовому рейтинг-листі ФІДЕ, одночасно займаючи 9-те місце серед югославських шахісток.